# Confine tra Camerun e Repubblica del Congo
Il confine tra il Camerun e la Repubblica del Congo ha una lunghezza di 494 km e si estende dal triplice confine con il Gabon fino al triplice confine con la Repubblica Centrafricana.

## Descrizione
Il confine segue uno spartiacque, una linea retta e vari fiumi tra i due triplici confini con il Gabon e con la Repubblica Centrafricana che sono a loro volta posti sui talweg dei fiumi. Il triplice confine con Gabon si trova nel fiume Ayina e il triplice confine della Repubblica Centrafricana si trova nel Sangha.

## Storia
Tra il 1875 e il 1882, Pietro Savorgnan di Brazzà esplorò gran parte dell'attuale Congo (Brazzaville) e stipulò trattati con i capi locali. Da queste basi i francesi esplorarono ulteriormente l'entroterra e nel 1903 le aree che compongono il Gabon e il Congo-Brazzaville (allora chiamato in francese Moyen-Congo, o Congo centrale) furono unite come Congo francese (in seguito diviso), con le aree più a nord organizzate nell'Ubangi-Shari (l'attuale Repubblica Centrafricana) e il territorio militare del Ciad; le ultime due aree vennero fuse nel 1906 come Ubangi-Shari-Ciad, e poi divise nel 1914. Le due regioni furono successivamente riorganizzate nelle colonie federali dell'Africa occidentale francese (Afrique occidentale française, abbreviato AOF) e dell'Africa Equatoriale Francese (Afrique équatoriale française, AEF).
Nel frattempo la Germania proclamò un protettorato sul Camerun (Kamerun) nel luglio 1884. Il 24 dicembre 1885, un protocollo franco-tedesco stabilì un confine tra i rispettivi territori nell'entroterra, dal golfo del Biafra lungo il fiume Campo. Seguirono successivamente due convenzioni franco-tedesche nel 1894 che delimitarono un tracciato tra il Congo francese e il Camerun a partire dal punto finale del tracciato di confine del 1885 sul 15º meridiano che proseguiva verso est e poi verso nord fino al lago Ciad. 
La convenzione franco-tedesca del 18 aprile 1908 abrogò la precedente convenzione del 1894 e delineò nuovamente il confine tra il Camerun tedesco e i territori francesi, dalla Guinea spagnola (l'attuale Guinea equatoriale) fino al lago Ciad. La linea del 1908 ripercorre l'allineamento dell'attuale confine Camerun-Rep. del Congo.
Poco prima della prima guerra mondiale, una convenzione franco-tedesca del 4 novembre 1911 delimitò nuovamente il confine tra l'Africa equatoriale francese e il Camerun a eccezione del settore a nord della confluenza del Logone e del Chari. Il confine tra i due attuali paesi si trovava notevolmente più a sud dell'attuale linea. Inoltre venne ceduto, un corridoio di terra della Francia lungo le rive del Sangha, dando l'accesso tedesco al fiume Congo. Il territorio francese ceduto alla Germania dalla convenzione del 1911 fu restituito all'Africa equatoriale francese dopo la fine della prima guerra mondiale.
La Società delle Nazioni il 22 luglio 1922 conferì i mandati camerunesi alla Francia e al Regno Unito. Il mandato francese consisteva per la gran parte nell'ex possedimento tedesco mentre la porzione britannica era confinante con la vicina Nigeria. I mandati del Camerun furono affidati alle Nazioni Unite il 14 dicembre 1946 e l'anno successivo la Francia istituì lo Stato autonomo del Camerun.
Nel 1970 il confine divenne internazionale tra due stati pienamente sovrani con l'indipendenza del Camerun e del Congo-Brazzavile. Nel 1970 il Congo-Brazzaville cambio il nome in Repubblica Popolare del Congo e dal 1992 il Paese venne rinominato Repubblica del Congo.